# Alonso de Vozmediano
Alonso de Vozmediano   (Madrid, segle XV - Madrid, 1540) va ser un noble i financer castellà.
Pertanyia a una família d'hidalgos de Sahagún, establerta a Madrid a mitjans de segle XV. Fill segon d'Alonso de Vozmediano i de Juana Hurtado, senyora de la vila de Frías.
Va estar vinculat a les finances de l'emperador Carles V, i va ascendir gràcies al suport del seu germà Juan, a més d'estar vinculat al comptador Alonso Gutiérrez de Madrid. Així, el 1518 va ser nomenat escrivà de cambra del consell reial castellà, i el 1519 va passar a la lloctinència del comptador general, en un moment en què va haver un canvi de titularitat. A banda de les obligacions del seu càrrec, va intervenir en diverses juntes i comissions. Va intervenir de manera important en la venda dels béns confiscats als comuners condemnats i en el finançament de l'exèrcit que va combatre els francesos a Hondarribia de 1523 a 1524. Entre 1529 i 1530 va patir una malaltia que gairebé va fer perdre-li el càrrec, però el president del Consell de Castella, el cardenal Juan Pardo de Tavera, va mantenir-lo fins a la seva mort el 1540.
En l'àmbit personal es va casar amb María de Mena, amb la qual va fundar un ric majorat a Madrid, afavorit per la seva activitat financera vinculada amb la monarquia, que disposava de cases al barri de la parròquia de Santa Maria de l'Almudena, on van fundar una capella per al seu enterrament dedicada a la Concepció de la Verge. Va tenir dues filles, María i Beatriz, casades amb Alonso Coello i Gutierre de Sotomayor, respectivament.